# Bunuri mobile din domeniul artă plastică clasate în patrimoniul cultural național al României aflate în județul Dolj
Acestă listă conține bunurile mobile din domeniul artă plastică clasate în Patrimoniul cultural național al României aflate la momentul clasării în județul Dolj.

## Tezaur
| Foto | Informații generale                                                | Detalii tehnice | Descriere | Deținător               | Legături |
| ---- | ------------------------------------------------------------------ | --- | --- | ----------------------- | -------- |
|      | Lacul Brănești Autor: Țuculescu, Ion                               | Datare: nedatat (sec. XX) Școală: Școală românească Dimensiuni: 45 x 55 cm Material: ulei pe pânză | În dreapta jos, personaje stilizate reprezentând țărănci. În stânga un colț de pajiște cu flori galbene și o potecă ce duce spre lacul Brănești. În mijlocul potecii, șase personaje în roșu. În ultimul plan, lacul înconjurat de arbori și căsuțe țărănești. În apă, la marginea lacului, două personaje călare. Suprafața picturală este dominată de tonuri de verde, galben auriu și albastru. Suprafața picturală este tratată cu tușe largi împăstate, alternând cu tușe scurte împăstate. Semnat stânga jos, cu negru: I. Țuculescu. | Muzeul de Artă, Craiova | Cimec    |
|      | Autoportret Autor: Țuculescu, Ion                                  | Datare: nedatat (sec. XX) Școală: Școală românească Dimensiuni: 69 x 50 cm Material: ulei pe carton | Portret de bărbat, de vârstă medie, figurat bust, privit frontal, reprezentând pe Ion Țuculescu la maturitate. Carnația este tratată în nuanțe de violet cu tușe împăstate păstrând forma de frunzä, iar veșmântul în tonuri de vișiniu și negru cu accente de albastru-cobalt. Fundalul este tratat în nuanțe de roșu-vermillion și roșu-permanent. Pe întreaga suprafață se regăsesc elemente decorative stilizate specific oltenești în special motivul frunzei, motivul florii-soarelui. Portretul este contrat cu motivul liniei frânte. Lumina este distribuită unitar dinspre lateral stânga. Semnat dreapta jos, cu negru: Țuc. | Muzeul de Artă, Craiova | Cimec    |
|      | Iarna în mahala Autor: Țuculescu, Ion                              | Datare: nedatat (sec. XX) Școală: Școală românească Dimensiuni: 46,5 x 55 cm Material: ulei pe pânză | Un peisaj de iarnă de la marginea Bucureștiului. Compoziție cu centrul de atenție și punctul de fugă în zona centrală a tabloului către care se îndreaptă o căruță și mai multe personaje dispuse în partea inferioară, dreapta, în dreptul unui gard cu uluci. Întreaga suprafață este dominată de nuanțe de alb cu tente de ocru, contrapunctic tușe de roșu și verde. Ritmurile compoziției sunt date de stâlpii de telegraf ce se proiectează pe cerul înnourat. Întreg spațiul cerului este dominat de însenul hiperbolic al unei păsări răpitoare surprinsă parcă într-un atac decisiv, pasăre pictată în nuanțe de albastru. Tușe largi împăstate alternează cu scurte suprapuse. Semnat dreapta jos, cu negru: Țuc. | Muzeul de Artă, Craiova | Cimec    |
|      | Urme Autor: Țuculescu, Ion                                         | Datare: nedatat (sec. XX) Școală: Școală românească Dimensiuni: 70 x 49 cm Material: ulei pe pânză | Compoziție simbolicä construită pe verticală, asemănătoare a două totemuri paralele, unul în nuanțe de ocru, albastru și oranj dispus în stânga compoziției, altul sub forma amprentetor de mâini în nuanțe de albastru dispus în partea dreaptä a compoziției. Fiecare din cele două totemuri sunt marcate ascensional de perechi de priviri unele marcate cu negru, altele cu albastru. Zone împăstate de culoare dispuse pe întreaga arie picturală. Semnat stânga jos, cu negru, în triunghi: Țuc; și dreapta sus, cu albastru: Țuc. | Muzeul de Artă, Craiova | Cimec    |
|      | Circuite Autor: Țuculescu, Ion                                     | Datare: nedatat (sec. XX) Școală: Școală românească Dimensiuni: 70 x 59 cm Material: ulei pe pânză | Compoziție simbolică, construită ascensional pe figurarea a cinci priviri suprapuse, de formă rotundă, fiecare dintre ele încadrate de elipse ample ce se desfășoară între laturile laterale ale tabloului. Formele rotunde prezintă sublinieri multiple cu negru, roșu, galben auriu, adesea culori crude așezate prin presare direct din tub. Fiecare privire are o altă expresie, fapt ce crează dinamism compoziției. Pe lângă culorile menționate trebuie să amintim albastru ceruleum, verde veronese și roșu vermilion. Perspectivă cromatică. Semnat stânga jos, cu negru: Țuc. | Muzeul de Artă, Craiova | Cimec    |
|      | Apocalips Autor: Țuculescu, Ion                                    | Datare: nedatat (sec. XX) Școală: Școală românească Dimensiuni: 100 x 78 cm Material: ulei pe pânză | Pe un fundal galben cu ușoare tente de ocru sunt figurate fragmente de totemuri în albastru, roșu, negru și verde, fiecare dintre totemuri păstrând urme ale privirilor succesive. La partea inferioară a compoziției, în prim plan, un totem în verde veronese așezat pe orizontală. Compoziție simbolică sugerând distrugerea lumilor reprezentate de totemuri și nașterea unei noi civilizații sugerată simbolic de totemul în verde. La partea superioară stângă a compoziției o privire hiperbolică executată în nuanțe de ocru-orange reprezentând privirea autorului, modalitate compozițională folosită adesea în ultima perioadă de Țuculescu. Tușe scurte, împăstate, unele culori crude așezate prin presare direct din tub. Perspectivă cromatică. Semnat dreapta jos, cu negru, în triunghi: Țuc. | Muzeul de Artă, Craiova | Cimec    |
|      | Troiță Autor: Țuculescu, Ion                                       | Datare: nedatat (sec. XX) Școală: Școală românească Dimensiuni: 69 x 49 cm Material: ulei pe carton | Compoziție sibolică din ultima perioadă de creație a artistului (1959-1962), având structura unei troițe suprapusă pe un fond în nuanțe de verde și albastru sugerând câmpul și cerul. Troița are o culoare predominant orange, cu nuanțe de ocru, având pe brațe motivul privirilor în nuanțe de brun și negru. Câteva semne dintre cele pe care le întâlnim în perioada aceasta de creație: virgula - de obicei în nuanțe de negru și sugerată în nuanțe de albastru și alb, o floarea-soarelui având desenul și structura celei de pe covoarele oltenești. Perspectivă cromatică cu intensități luminoase în zona centrală a compoziției, lucrat în tușe scurte împăstate și suprapuse. Perspectivă cromatică. Semnat dreapta jos, cu negru, în triunghi: Țuc. | Muzeul de Artă, Craiova | Cimec    |
|      | Baia de soare Autor: Țuculescu, Ion                                | Datare: nedatat (sec. XX) Școală: Școală românească Dimensiuni: 70 x 50,5 cm Material: ulei pe hârtie lipită pe carton | Compoziție simbolică, din ultima perioadă de creație a artistului (1959-1962), construită pe vericală ascendentă, compusă din trei perechi de priviri suprapuse încadrate de elipse cromatice dominate de galben auriu și conturate cu roșu vermillon și contrapunctic cu verde. Cele trei perechi de priviri au expresii diferite sugerând trei stări diferite ale artistului. Gama cromatică este mai amplă cu nuanțe de verde veronese, violet și albastru ultramarin la partea inferioară. Contraste puternice cu o serie de contururi subliniate cu alb, iar structura ochilor conturată cu negru. Semnat dreapta jos, cu negru, în triunghi: Țuc. | Muzeul de Artă, Craiova | Cimec    |
|      | Câmp albastru Autor: Țuculescu, Ion                                | Datare: nedatat (sec. XX) Școală: Școală românească Dimensiuni: 45 x 55 cm Material: ulei pe pânză | Compoziție fantastică împărțită în două registre orizontale suprapuse. Registrul superior sugerând cerul este tratat în nuanțe de roșu vermillon și roșu permanent cu nuanțe de violet, registru inferior sugerând câmpul este tratat predominant în nuanțe de albastru ultramarin și verde veronese și verde crom. Suprafața compozițională este de asemenea, împărțită în două registre orizontale prin motivul liniei frânte figurată în nuanțe de ocru deschis. În cadrul compoziției sunt folosite motivul frunzei în două nuanțe, motivul florii-soarelui și copacul vieții. În partea superioară a compoziției întâlnim sugerat un nor de fluturi, motiv adesea întâlnit în perioada de tranziție către pictura de factură folclorică. Suprafața este tratată cu tușe împăstate. Semnat dreapta jos, cu negru: Țuc. | Muzeul de Artă, Craiova | Cimec    |
|      | Ouă roșii Autor: Țuculescu, Ion                                    | Datare: nedatat (sec. XX) Școală: Școală românească Dimensiuni: 75 x 99 cm Material: ulei pe pânză | Pe un fond în nuanțe de roșu permanent, două vase cu flori, unul dispus în partea stângă a compoziției, în prim plan, iar celălat în partea dreaptă sus a compoziției, în palnul depărtat. Între ele, pe o fața de masă în nuanțe de galben auriu și galben citran, multe ouă pictate în roșu, violet, galben și orange așezate asemănător unei perspective montante, făcând legătura între cele două vase. Compoziția sugerează apropierea sărbătorii de Paști, iar prin florile din vase bucuria apropiatei sărbători. Este o compoziție simbolică ce poate constitui un prim pas al artistului către încercarea de abstractizare a demersului propriu. Semnat dreapta jos, cu negru: I. Țuculescu. | Muzeul de Artă, Craiova | Cimec    |
|      | Adâncime Autor: Țuculescu, Ion                                     | Datare: nedatat (sec. XX) Școală: Școală românească Dimensiuni: 83 x 50 cm Material: ulei pe hârtie lipită pe pânză | În dreapta sus, masca pictorului în albastru, pare a fi detașat de realitatea pe care o contemplă. O troiță centrală flancată în dreapta jos de una mai mică, verde, iar sus în stânga, alta roșie. Semnat stânga jos, cu negru, în triunghi: Țuc. | Muzeul de Artă, Craiova | Cimec    |
|      | Monade Autor: Țuculescu, Ion                                       | Datare: nedatat (sec. XX) Școală: Școală românească Dimensiuni: 49,5 x 69,5 cm Material: ulei pe pânză | Lucrarea are două registre verticale - unul cu fondul negru și celălalt albastru. Pe acestea se găsesc două troițe - cea din dreapta schițată sumar, cea din stânga, cu bogate detalii compoziționale și cromatice. Tot în stânga, numeroase elemente simbolice - virgulițe, ochi. Semnat dreapta jos, cu negru, în triunghi: Țuc. | Muzeul de Artă, Craiova | Cimec    |
|      | Căldură Autor: Țuculescu, Ion                                      | Datare: nedatat (sec. XX) Școală: Școală românească Dimensiuni: 99,5 x 79 cm Material: ulei pe pânză | Troițe suprapuse în axul median, înconjurate de o simfonie cromatică de tonuri calde, presărate cu numeroase elemente simbolice de mici dimensiuni. Nesemnat. | Muzeul de Artă, Craiova | Cimec    |
|      | Taina păunilor Autor: Țuculescu, Ion                               | Datare: nedatat (sec. XX) Școală: Școală românească Dimensiuni: 61,5 x 52 cm Material: ulei pe pânză | O suprafața dreptunghiulară cu trei perechi de ochi dispuși vertical, se detașează pe un fond împărțit în două registre, jos - gri închis, sus - alb cu nuanțe roz. Cele șase formațiuni ce par a fi ochi, sunt frumos colorate, amintind de culorile penei de păun. Pasta este mai subțire, mai bine întinsă. Semnat dreapta jos, cu negru, în triunghi: Țuc. | Muzeul de Artă, Craiova | Cimec    |
|      | Împreună Autor: Țuculescu, Ion                                     | Datare: nedatat (sec. XX) Școală: Școală românească Dimensiuni: 49 x 82 cm Material: ulei pe hârtie lipită pe pânză | Două troițe alăturate în plan vertical, proiectate pe un fond de nuanțe verzui. Partea dreaptă tratată în nuanțe reci, albastru și violet. Semnat dreapta jos, cu negru, în triunghi: Țuc. | Muzeul de Artă, Craiova | Cimec    |
|      | Accente negre Autor: Țuculescu, Ion                                | Datare: nedatat (sec. XX) Școală: Școală românească Dimensiuni: 69 x 49,5 cm Material: ulei pe hârtie lipită pe pânză | În centru este realizat un efect complementar prin alăturarea unei suprafețe verzi cu una roșie. Motivul central încadrat de suprafețe închise, de tonuri rupte, marcate prin virgule negre. Semnat stânga jos, cu negru, în triunghi: Țuc. | Muzeul de Artă, Craiova | Cimec    |
|      | A fost odată Autor: Țuculescu, Ion                                 | Școală: Școală românească Dimensiuni: 73x97,5 cm Material: ulei pe pânză | Compoziția simbolică este împărțită în două planuri majore, cel al pământului ce ocupă două treimi din suprafața picturală și cel al cerului ce ocupă o treime. Planul pământului este tratat în tușe energice, predominant în ultramarin cu accente de verde și galben pe motivul frunzei. În partea stângă două personaje sub forma unor păpuși, motiv des întâlnit în lucrările artistului, într-o cromatică preponderent albă cu accente de roșu și orange. În partea dreaptă o casă cu gard, conturate cu alb, cu două păsări stilizate în nuanțe de galben și orange, de asemenea, conturate cu alb. Planul cerului este tratat foarte energic, cu tușe relativ împăstate, pe două registre mari, unul predominant galben, iar celălalt predominant roșu. | Muzeul de Artă, Craiova | Cimec    |
|      | Trăsura neagră Autor: Țuculescu, Ion                               | Școală: Școală românească Dimensiuni: 47x56 cm Material: ulei pe pânză | Peisaj simbolic cu cerul lucrat cu tușe împăstate, în nuanțe de ocru cu accente de orange, alb și negru, cu motive decorative stilizate: motivul florii soarelui și motivul frunzei. Pământul este lucrat cu tușe împăstate, predominant în nuanțe de verde, galben și negru, cu accente de alb, ocru și orange. La o pătrime în partea stângă este dispus un copac stilizat, în nuanțe de sienă și sienă arsă, cu ușoare accente de galben și conturat cu alb. Frunzele copacului sunt stilizate, conturate cu negru și tratate în două nuanțe de verde. În partea dreaptă, pe orizontală, aproximativ la o treime de bază este dispusă trăsura lucrată cu tușe largi, negre. În centru lucrării, ușor stânga sunt sugerate patru căsuțe al căror acoperiș este conturat cu alb. | Muzeul de Artă, Craiova | Cimec    |
|      | Copac în soare Autor: Țuculescu, Ion                               | Școală: Școală românească Dimensiuni: 52,5x62 cm Material: ulei pe pânză | Pe un fundal lucrat în tușe împăstate, în nuanțe de galben și verde cu motivele decorative predominante: floarea soarelui stilizat, motivul frunzei, linia frântă, se profilează siluetele a două totemuri, unul dominant vertical, celălalt dispus pe o diagonală aproape de orizontală. Totemul vertical pleacă de la silueta unei păpuși, este pictat în tușe largi împăstate, iar la partea superioară se dezvoltă o încrengătură de totemuri asemănătoare coroanei unui copac. În punctele terminale ale totemurilor de la partea superioară pictorul așează totemuri cu priviri accentuate în nuanțe de verde sugerând silueta unui copac. Celălat totem sugerând umbra primului este pictat violet cu ochii în nuanțe de orange, fiecare privire fiind însoțită de perechea de mâini a păpușilor componente. Lucrarea face trecerea de la perioada folclorică la ultima perioadtă, totemică. | Muzeul de Artă, Craiova | Cimec    |
|      | Nud în peisaj Autor: Maxy, Hermann Max                             | Datare: 1931 Școală: Școală românească Dimensiuni: 46x37,5 cm Material: ulei pe pânză | În partea stângă un nud de femeie, decupat energic din fundal, impresionant prin robustețe și sugestiv prin gestul simbolic al mâinilor ce țin un porumbel. În dreapta, un peisaj citadin sărăcăcios, compus din două căsuțe cu etaj. Culoarea este pusă pe întinderi mari generatoare de forme, ușor vibrată, constituind elementul dinamic și ritmic al compoziției. Deși ușor schematizată, distribuția geometrică a suprafețelor reușește să transmită o viziune dramatică a realului. | Muzeul de Artă, Craiova | Cimec    |
|      | Zeul războiului Autor: Paciurea, Dimitrie                          | Datare: 1920 Școală: Școală românească Dimensiuni: Î: 90 cm; L: 48 cm; La: 49 cm Material: bronz patinat | Lucrare rond-bosse, de influență expresionistă cu caracter simbolic, înfățișând pertretul unui bărbat cu o privire încordată, plină de dramatism, având pe cap un craniu. Portretul compozițional are fruntea cutată, sprâncene stufoase și arcuite, ochii mari, parcă ieșiți din orbite, nasul ascuțit, gura întredeschisă, maxilarele și pomeții feței foarte puternic conturați, bărbia proeminentă, părul bogat îi cade pe umeri. | Muzeul de Artă, Craiova | Cimec    |
|      | Natură moartă Autor: Pallady, Theodor                              | Datare: Sec. XX;1/2 Școală: Școală românească Dimensiuni: 49x60 cm Material: ulei pe carton | Compoziție cu pistol, farfurie și cană. Văzute de sus, pe o masă, câteva obiecte, diferite ca mărime, formă și structură, toate paginate în plan central. Un pistol vechi cu mâner de lemn, așezat oblic spre colțul din dreapta, lângă el o pereche de ochelari cu lentile gri și ramă galbenă, ambele așezate pe un ziar (Evenimentul). Aproape central, un vas de ceramică, în nuanțe de ocru roșietic, cu câteva flori de câmp, cu tije mare, multe frunzulițe, se profilează pe un fond verde smaragd, vibrat, mici accente de galben și negru. Lângă vas, spre colțul stâng, o farfurioară gălbuie, în ea un lujer cu doi bumbi. Fundalul - porțiuni, în stânga și dreapta, griuri cenușii, accente de negru. Fața de masă, nuanțe de umbră arsă - roșu stins, cu dungi oblice, unele mai accentuate. Semnat lateral dreapta, spre mijloc, monogramă, în creion: TP. Pe șasiul (original), în colțul din dreapta, pe latura superioară, notat anul 1923, cu tuș negru. | Muzeul de Artă, Craiova | Cimec    |
|      | Nud în interior Autor: Pallady, Theodor                            | Datare: Sec. XX;1/2 Școală: Școală românească Dimensiuni: 46x38 cm Material: ulei pe pânză maruflată pe carton | Tânără femeie, nud, așezată într-un fotoliu cu spătar înalt, rotund, văzută în semiprofil spre stânga, în spate un șemineu de marmură; sub fotoliu un covor, în câmpuri mari, pe roșu și verde. Tânăra are genunchiul drept ridicat, sprijină piciorul pe marginea fotoliului, iar pe genunchi ține o carte în mâna dreaptă spre care privește. Cealaltă mână, lăsată liber pe pulpa piciorului stâng și piciorul lăsat în jos, liber. În dreapta compoziției o măsuță cu un picior; colțul dreapta sus un tablou. Cromatica: ocruri, griuri, roșu, albastru și verde. Semnat spre latura dreaptă, mijloc, în creion: T Pallady. | Muzeul de Artă, Craiova | Cimec    |
|      | Fată cu lalele Autor: Pallady, Theodor                             | Datare: Sec. XX;1/2 Școală: Școală românească Dimensiuni: 82,5x61 cm Material: ulei pe carton | O femeie tânără, poartă un combinezon alb, al cărei bretea este căzută ușor pe brațul dinspre privitor. Femeia este așezată într-un fotoliu verde, cu spătar rotund. Văzută din profil spre stânga, așezată picior peste picior, cu palma mâinii stângi mai jos pe gamba piciorului drept, iar cu mâna dreaptă aranjază câteva lalele într-un pahar aflat pe o măsuță în partea stângă. Cromatica: suprafețe ample mate - ocruri, griuri, verde, roșu, albastru și accente de alb. Semnat spre latura stângă, jos, cu brun: T Pallady. | Muzeul de Artă, Craiova | Cimec    |
|      | Podul Artelor Autor: Pallady, Theodor                              | Datare: Sec. XX;1/2 Școală: Școală românească Dimensiuni: 32x41 cm Material: ulei pe carton | În prim-plan dreapta malul unei ape, în margine spre colț, un personaj chircit, are șapcă pe cap, pare a dormita lângă un copac cu tulpină înaltă și îngroșată cu coroană înfrunzită, central mijloc un alt personaj așezat, probabil la pescuit, iar mai spre stânga, o grămadă mare de nisip. Peste vadul apei, un pod - vizibil patru piloni care-l susțin. Pe toată latura stângă a malului, se văd coroanale verzi ale arborilor, compacte, apoi o parte de cer - gri alburiu și albastru. Cromatica: culori matizate - ocru auriu, griuri, verde, negru, alb și albastru. Semnat spre dreapta, jos, cu negru: T Pallady. Pe verso schiță în ulei, peisaj cu patru copaci și case; o țesătură de linii subțiri, cu negru, peste schiță. | Muzeul de Artă, Craiova | Cimec    |
|      | Nud cu chitară Autor: Pallady, Theodor                             | Datare: Sec. XX;1/2 Școală: Școală românească Dimensiuni: 48,5x36 cm Material: ulei pe pânză cașerată pe carton | Tânără femeie, nud, așezată (sugerat) pe o sofa; are părul lăsat în plete pe spate, privirea melancolică. Este văzută din semiprofil spre dreapta, ține cu ambele mâini o chitară ce se sprijină pe piciorul drept. Mâna dreaptă ușor îndoită de la cot și cu palma și degetul mare al acesteia pe coardele chitarei. Fundalul ușor vibrat prin linie ondulat fragmentată. Culoarea în suprafețe ample mate. Cromatica: ocruri, rozuri, ocruri gălbui, verde și roșu carmin. Semnat spre dreapta, jos, cu brun: TP. | Muzeul de Artă, Craiova | Cimec    |
|      | Pod peste Sena Autor: Pallady, Theodor                             | Datare: Sec. XX;1/2 Școală: Școală românească Dimensiuni: 61,5x50,5 cm Material: ulei pe carton | Central, traversând de la stânga la dreapta și unind cele două maluri ale apei, se vede un pod. Construcție masivă, cu câteva deschideri în boltă pe sub care așteaptă să treacă vapoare. Două sunt ancorate lângă malul stâng, aproape de prim plan, iar o luntre cu cabină în mijloc, înaintează pe lângă celălalt mal. În spatele podului copaci bogat înfrunziți, iar în dreapta sus, câteva construcții. Semnat dreapta, jos, în creion: Pallady și în stânga jos: TP. Pe verso în colțul din stânga, spre latura superioară: „făcut pentru Jena", în creion. | Muzeul de Artă, Craiova | Cimec    |
|      | Nud în fotoliu Autor: Pallady, Theodor                             | Datare: Sec. XX;1/2 Școală: Școală românească Dimensiuni: 109x77 cm Material: tehnică mixtă pe hârtie cașerată pe carton | Central, ocupând pe verticală aproape întregul ecran al tabloului, o tânără femeie, nud, așezată într-un fotoliu cu spătar înalt, rotund. Fotoliul este văzut din față, iar tânăra, cu capul aproape profil spre stânga și corpul semiprofil dreapta. Are cotul de la mâna dreaptă pe marginea fotoliului și palma la obraz, cealaltă mână lăsată liber în jos pe marginea stângă a fotoliului. Poartă părul lung pe spate, gura închisă, privirea visătoare și este așezată picior peste picior, dreptul peste stângul. În fundal dreapta, peretele decorativ floral, în stânga sus se vede jumătate dintr-o statuie a lui Buda. Cromatica: o mare subtilitate a construcției cromatice pe ocruri, roșu, verde, albastru, brunuri și accente de negru. | Muzeul de Artă, Craiova | Cimec    |
|      | Natură statică Autor: Pallady, Theodor                             | Datare: Sec. XX;1/2 Școală: Școală românească Dimensiuni: 65x45,5 cm Material: ulei pe carton | În prim -plan, colțul unei mese, văzută de sus, pe care se află câteva obiecte. Pe o farfurioară, în nuanțe de albastru, se află un pahar cu picior, în care sunt aranjate câteva margarete cu tije mari și frunze mai mult lungi decât late, ce ies din pahar, se profilează pe un fundal de griuri vibrate. Lângă pahar, în stânga, un altul mai mic cu capac, în nuanțe de ocru - gălbui. Tot pe farfurie, mai în față, un alt obiect ce pare a fi un evantai închis, tot în nuanțe de albastru, așezat oblic, iar spre colț și aproape de evantai, o cutiuță neagră, posibil o bombonieră. Fața de masă roșietică, cu dungi verzui spre galben. Semnat lateral 1/3 stânga jos, cu roșu: Tpallady. | Muzeul de Artă, Craiova | Cimec    |
|      | Natură statică cu fructe Autor: Pallady, Theodor                   | Datare: Sec. XX;1/2 Școală: Școală românească Dimensiuni: 37,5x45,5 cm Material: ulei pe pânză cașerată pe carton | Central, pe o masă ce pare rotundă, se află o farfurie cu fructe (piersici - trei bucăți), lângă ea, în spate, un pahar (pare a fi cu picior) mai larg la gură, în care se vede o linguriță, iar în stânga farfuriei, o cutie (bombonieră) în nuanțe de galben cu accente de roșu și verde (motive florale). Pe masă, peste fața de masă - roșie cu bordură neagră, este așezată o alta mai mică, pe care sunt obiectele, în nuanțe - negru, gri-verzui, cu mici accente de ocru. Fundalul pe ocru cu accente florale de sienă. Semnat dreapta sus cu negru: TP. | Muzeul de Artă, Craiova | Cimec    |
|      | Natură statică cu flori și fructe Autor: Pallady, Theodor          | Datare: Sec. XX;1/2 Școală: Școală românească Dimensiuni: 50x38 cm Material: ulei pe carton | Pe o masă ce pare a fi sprijinită de un zid se află o farfurioară cu fructe, un vas cu flori și o fotografie cu imaginea lui Buda, înrămată, rezemată de zid. Ca paginare, în stânga este farfuria cu un strugure, o gutuie și o frunză, iar în partea dreaptă este sprijinit oblic un cuțit. Lângă farfurie, în dreapta, este vasul cu flori (vas de sticlă cu picior și rotund la mijloc). Ceva mai în spate, rama cu imaginea lui Buda. Toate obiectele sunt așezate pe un suport albastru deschis cu dungi ocru, ușor accentuat. Cromatica pe tonuri matizate. Semnat cu monogramă, spre latura stângă, în creion: TP. | Muzeul de Artă, Craiova | Cimec    |
|      | Femeie culcată pe canapea Autor: Pallady, Theodor                  | Datare: Sec. XX;1/2 Școală: Școală românească Dimensiuni: 52x61,5 cm Material: ulei pe carton | În prim plan stânga, pe o măsuță joasă, de formă octogonală, pe nuanțe de ocru roșietic, se află o farfurie cu două rodii, una pare a fi tăiată. Lângă acestea se află o statuie și o carte. Mai în spate, o canapea în nuanțe gri-albăstrui deschis, cu accente ușor roșietice. Pe canapea, așezată în diagonală, cu fața spre privitor, o femeie îmbrăcată cu o rochie roșu englez. Brațul drept este sprijinit pe canapea și își ține capul în palmă. Sub braț sunt așezate două perne, una roșie și alta verde crom. Brațul stâng este lăsat liber spre poale. Are piciorul drept pe sub cel stâng așezat pe canapea. În colțul din dreapta sus, în nuanțe de galben, pare a fi o fereastră cu grilaj. Fundalul pe alb și gri. Cromatica: roșu, albastru, ocru roșietic, galben și alb. Pe verso stânga sus: „Feme couche en rouge", în creion și sub e notat: 62 - 51 1/2, în creion. | Muzeul de Artă, Craiova | Cimec    |
|      | Vas cu crizanteme albe Autor: Pallady, Theodor                     | Datare: Sec. XX;1/2 Școală: Școală românească Dimensiuni: 65x53,5 cm Material: ulei pe pânză maruflată pe carton | Central, văzut de sus, sugerat - pe o masă joasă, rotundă, un vas cu un decor floral, mai lărgit în partea superioară, gura vasului nu prea mare și în care se află cinci crizanteme. Vasul se află pe un suport dreptunghiular învărgat, așezat pe o față de masă în carouri violet, iar lângă vas o farfurie cu două fructe, între ele un cuțit, iar în stânga o mică cutie verde. Fundalul decorativ lucrat cu linii verticale și accente de linii întrerupte. Cromatica: violet, orange, verde, albastru mangan și accente de negru. Semnat spre latura stângă mijloc, cu brun: T Pallady. | Muzeul de Artă, Craiova | Cimec    |
|      | Natură moartă cu rață Autor: Pallady, Theodor                      | Datare: Sec. XX;1/2 Școală: Școală românească Dimensiuni: 64x49,5 cm Material: ulei pe pânză maruflată pe carton | Compoziție cu mai multe elemente. Așezate pe o masă, spre stânga, un vas de sticlă, de tip borcan, în care se află câteva frunze (de forma unor pene) desfășurate în evantai, sub vas, un suport (caiet) negru, apoi rezemată o ramă cu un portret de fată, în fața ei o portocală. Mai în față, sunt așezate un echer și un vas decorativ de sticlă, sugerând o rață și o coajă de portocală. Cromatica: griuri colorate, rozuri, accente - pată verde, orange, negru și roșu maroniu. Însemnare autografă, în creion, stânga jos: Y-99-112. | Muzeul de Artă, Craiova | Cimec    |
|      | Peisaj din Grădina Luxemburg Autor: Pallady, Theodor               | Datare: Sec. XX;1/2 Școală: Școală românească Dimensiuni: 40x31,5 cm Material: ulei pe lemn | Central, puțin spre stânga, o statuie - un personaj aflat în picioare pe un soclu, nu prea înalt, mare la bază; lângă statuie, un fragment de bazin cu apă, în care se reflectă o porțiune din soclu. În stânga, un copac înalt (fragment), cu crengile răsfrânte spre statuie; în dreapta, o alee străjuită cu tufe înverzite, ce înaintează puțin spre fundal în jos, apoi copaci desfrunziți și în fundal două porțiuni compacte de copaci, între ei vizibil cerul luminos 1/3 din fundal. Realizarea pe griuri, ocru, zone compacte de verde, griuri violacee și alb. Semnat dreapta, jos, cu monogramă, în creion: TP. | Muzeul de Artă, Craiova | Cimec    |
|      | Nud în interior Autor: Pallady, Theodor                            | Datare: Sec. XX;1/2 Școală: Școală românească Dimensiuni: 64,5x85 cm Material: ulei pe carton | Compoziție pe diagonală, din colț stânga jos spre colț dreapta sus, o femeie nud se odihnește întinsă pe un pat, cu ambele mâini sub cap, așezate pe o pernă ce-i susține tot bustul. O eșarfă îi acoperă o porțiune din pulpa piciorului stâng, ușor fandat spre înapoi și se continuă și pe piciorul drept, chiar pe sub călcâi. Pe diagonală, stânga sus, o chitară, iar spre colț dreapta jos, pe o masă (fragment) un vas cu flori așezat pe o carte, o farfurie cu fructe, un șarpe. Cromatica: ocruri gălbui, roșietice, nuanțe de verde gălbui, accente de gri, negru și verde smaragd (pată). Semnat central, spre stânga sus, în creion: TPallady; însemnare lateral stânga, 1/3 sus: Z - 151. | Muzeul de Artă, Craiova | Cimec    |
|      | Flori albe în vas galben Autor: Pallady, Theodor                   | Datare: Sec. XX;1/2 Școală: Școală românească Dimensiuni: 60,5x50 cm Material: ulei pe pânză cașerată pe carton | Compoziție având central un vas cu flori și crenguțe înfrunzite, așezat (sugerat) pe o masă joasă, cu două fețe de masă, una mai mică. Sub vas pare a fi un registru (carte). În stânga vasului, o farfurioară, pe ea o cană cu o linguriță și lângă ea, mai în stânga, o jumătate de lămâie, cu partea tăiată spre dreapta. În marginea registrului, în dreapta, tot o jumătate de lămâie, cu partea tăiată spre stânga. Între ele un cuțit așezat în diagonală. Cromatica: suprafețe ample mate, ocruri aurii, roșu, verde, negru, griuri alb-violaceu și albastru (accent). Semnat spre latura stângă mijloc, în creion: T Pallady. | Muzeul de Artă, Craiova | Cimec    |
|      | Nud în combinezon alb Autor: Pallady, Theodor                      | Datare: Sec. XX;1/2 Școală: Școală românească Dimensiuni: 72,5x53,5 cm Material: ulei pe hârtie cașerată pe carton | Tânără femeie, poartă un combinezon alb, văzută din semiprofil spre stânga, așezată într-un fotoliu cu spătar înalt, are brațele rezemate pe marginile fotoliului. O bretea de la combinezon este căzută spre cotul stâng, iar piciorul drept este ridicat de la genunchi și sprijinit pe marginea fotoliului, iar celălalt lăsat în jos și se sprijină pe vârful degetelor - călcâiul sprijinit de fotoliu. În stânga sus - sugerat - o masă pe care se află o carte, un ceas și o vază cu ferigă. Cromatica: ocruri, roșu englez, griuri, accente de alb și negru. Însemnare autografă, dreapta jos, în creion: 73 (sub care se află cifra 54). | Muzeul de Artă, Craiova | Cimec    |
|      | Cap pe soclu cu evantai Autor: Pallady, Theodor                    | Datare: Sec. XX;1/2 Școală: Școală românească Dimensiuni: 64,5x54 cm Material: ulei pe pânză cașerată pe carton | Compoziție cu câteva elemente grupate pe o masă, într-un aranjament văzut de sus. Central și așezată vertical, pe un cub, o statuetă reprezentând un cap feminin, văzută din semiprofil dreapta. Lângă ea, în dreapta, puțin desfășurat, un evantai, iar în stânga, o carte așezată oblic, pe care stă o scrisoare și peste ea un cuțit; lângă ea, înspre colț dreapta, două lămâi. În spate, se vede geamul înrămat și în fața lui, în stânga, o draperie cu dungi verticale. Cromatica: griuri, ocruri roșietice, brunuri, verde și alb, accente de galben. Dublă semnătură dreapta, prin scrijelire și central 1/3 jos. | Muzeul de Artă, Craiova | Cimec    |
|      | Nud în combinezon negru Autor: Pallady, Theodor                    | Datare: Sec. XX;1/2 Școală: Școală românească Dimensiuni: 61x50 cm Material: ulei pe pânză cașerată pe carton | Tânără așezată pe un fotoliu, capul văzut din față, corpul ușor răsucit spre dreapta. Personajul este doar într-un combinezon negru, lăsat să cadă mai mult în partea dreaptă, sub sâni, are mâna stângă după cap, rezemată de spătarul rotund al fotoliului, celălalt braț fiind rezemat cu cotul de marginea fotoliului. Are piciorul stâng ridicat peste marginea cealaltă a fotoliului și iese din pagină, iar dreptul lăsat în jos, pe lângă fotoliu, și acesta iese din pagină. Spre colț, dreapta sus, un vas cu flori pe o masă (fragment). Cromatica: fotoliul - roșu englez, combinezonul - negru albăstrui, fundalul - verde smaragd cu accente verde crom. Însemnare autografă, în creion, stânga jos: Z - 83. Semnat dreapta jos, cu creion negru: T Pallady. | Muzeul de Artă, Craiova | Cimec    |
|      | Nud în fotoliu Autor: Pallady, Theodor                             | Datare: Sec. XX;1/2 Școală: Școală românească Dimensiuni: 60,5x50 cm Material: ulei pe pânză cașerată pe carton | Central, așezată într-un fotoliu cu spătar înalt, rotund, o femeie nud. Compozițional - panotare pe diagonală, din stânga jos spre dreapta sus. Aproape cu tot corpul în fotoliu, cu piciorul stâng sub pulpa piciorului drept, lăsat în jos, vârful degetelor atingând podeaua, celălalt îndoit de la genunchi, se sprjină cu călcâiul de marginea fotoliului. Este văzută din față, cu capul sprijinit pe o parte de spătarul rotund. Are brațele sprijinite, unul spre altul, sub sâni; mâna stângă, cu palma pe gamba piciorului drept. În fundal stânga, pe o masă, un vas cu o plantă. Cromatica: ocru auriu, rozuri, albastru, verde și accente de negru. Semnat spre latura dreaptă, mijloc, în creion, cu monogramă: TP. | Muzeul de Artă, Craiova | Cimec    |
|      | Femeie în fotoliu Autor: Pallady, Theodor                          | Datare: Sec. XX;1/2 Școală: Școală românească Dimensiuni: 67x52 cm Material: ulei pe carton | Într-o cameră, spre latura dreaptă. Așezată picior peste picior, pe un scaun cu spătar și cotiere, o femeie văzută din profil spre stânga, are în mâna stângă un ziar pe care citește; cotul îi este sprijinit pe marginea scaunului. Poartă rochie lungă peste genunchi, are mâneci scurte; În stânga, fragment al unui recamier cu cuvertură roșie în dungi albe. Deasupra acestuia, un fragment dintr-o lucrare. În fundal, fragment de fereastră (lumină exterioară). Realizarea pe griuri, ocruri, verde și patădominantă în tonalități de roșu. Semnat spre latura dreaptă, jos, 1/3, cu monogramă: TP. | Muzeul de Artă, Craiova | Cimec    |
|      | Casa din Bucium Autor: Pallady, Theodor                            | Datare: Sec. XX;1/2 Școală: Școală românească Dimensiuni: 49x60 cm Material: ulei pe carton | În prim-plan, trei arbori cu tulpini înalte, cu puține ramuri și puțin înfrunzit. Cel din mijloc pare uscat. În următorul plan, ocupând central aproape întreg spațiul, o casă de țară, cu zidurile joase, ferestre mici, cu fațada la intrare dinspre dreapta, sprijinită pe trei vălătuci. Are acoperișul în patru ape. Aproape de coamă, central, se ridică un coș. În fundal, curtea casei este împrejmuită cu gard. În colțul casei, doi copaci cu tulpini groase și coroană bogată, la fel și în spatele casei, vegetație bogată, în afara gardului. Cromatica: roșu, verde, griuri, negru, accente de alb. Semnat dreapta jos cu penelul, accentuat, monogramă TP. | Muzeul de Artă, Craiova | Cimec    |
|      | Nud în fotoliu Autor: Pallady, Theodor                             | Datare: Sec. XX;1/2 Școală: Școală românească Dimensiuni: 60x50 cm Material: ulei pe pânză cașerată pe carton | Tânără femeie, nud, așazată pe un fotoliu cu spătar rotund. Compoziție pe diagonală - din stânga sus, spre dreapta jos. Are capul sprijinit în palma mâinii drepte, al cărei cot se află pe masa rotundă din dreapta fotoliului. Tânăra are privirea în jos, piciorul drept îndoit de la genunchi este sub pulpa piciorului stâng, care e lăsat în jos, ușor oblic, pe lângă fotoliu. Lângă cotul din stânga, pe masă pare a fi o carte (scrisoare). Cealaltă mână este întinsă spre marginea fotoliului. Cromatica: roșu englez, rozuri, ocru auriu, griuri și accente de alb. Semnat spre latura stângă, mijloc, scrijelare în pastă: T Pallady. | Muzeul de Artă, Craiova | Cimec    |
|      | Peisaj din Iași Autor: Pallady, Theodor                            | Datare: 1915 Școală: Școală românească Dimensiuni: 61x51 cm Material: ulei pe carton | În prim plan vegetație, apoi un gard din șipci, în stânga mai subțiri, în dreapta mai late. În spate, construcții aproape compacte, cu etaj, ferestre înalte, acoperișuri în două și patru ape. La câteva dintre ele se văd coșurile. Cromatica: verde, brunuri, ocruri, griuri, albastru ceruleum. Semnat și datat spre latura dreaptă, mijloc, în monogramă, cu brun: TP 1915. | Muzeul de Artă, Craiova | Cimec    |
|      | Bufnița Autor: Pallady, Theodor                                    | Datare: Sec. XX;1/2 Școală: Școală românească Dimensiuni: 41x52 cm Material: ulei pe carton | Central o bufniță așezată pe diagonală, spre stânga sus, capul și dreapta jos, coada, cu fața (ciocul) spre privitor; ghiarele peste două bancnote de 5000 lei, iar pieptul pe câteva cărți de joc, lama unui cuțit spre piept așezat dinspre colțul stâng, jos; spre colț dreapta, o carte deschisă, toate pe un fond verde smaragd. Fundalul pe nuanțe roșietice. Bufnița pe ocruri, sienă și griuri cu irizări în nuanțe deschise. Însemnare autografă, dreapta sus, pe carte, cu negru: DORMOI. Semnat dreapta, jos, cu negru: TP; pe bancnotă, TP în creion. | Muzeul de Artă, Craiova | Cimec    |
|      | Peisaj Autor: Pallady, Theodor                                     | Datare: Sec. XX;1/2 Școală: Școală românească Dimensiuni: 38x46 cm Material: ulei pe carton | Central, grup de case cu acoperiș în două ape, fiecare cu două coșuri de fum și lângă, în dreapta alte două căsuțe cu acoperiș cu o singură pantă. În prim plan, peisaj parcelat pe diagonală stânga și dreapta. De o parte și de alta a caselor, copaci înfrunziți. În stânga, un colț de pădure, în dreapta, teren cultivat pe parcele. Central, pe linia orizontului, pare a fi o construcție înconjurată de copaci. În registrul superior, cerul și câțiva nori. Cromatica: verde, brunuri, ocru, acente de roșu, albastru, roz, alb și negru - protecție cu verni. | Muzeul de Artă, Craiova | Cimec    |
|      | Doamna cu papagal Autor: Aman, Theodor                             | Școală: Școală românească modernă Dimensiuni: 46 x 36,5 cm Material: Ulei pe pânză lipită pe carton | Tabloul surprinde atmosfera de calm și liniște al unui colț de cameră, în care o femeie, așezată, își ridică privirea de la lucrul de mână, spre dreapta, acolo unde se află un papagal. Între cei doi pare a exista un dialog, sugerat și prin corespondențele cromatice între penajul păsării și rochia tinerei femei. Interiorul este unul modest, restrâns ca perspectivă, artistul concentrându-se pe o descriere realistă a chipului femeii și a penajului papagalului, dar și a spațiului ambiental. Surprinzătoare, lumina relativ puternică, naturală, este distribuită aproape frontal pe toate elementele compoziției, accentuând contrastul cu fundalul în tonuri stinse, aflate în penumbră. | Muzeul de Artă, Craiova | Cimec    |
|      | Doamnă pictând Autor: Aman, Theodor                                | Datare: 1862 Școală: Școală românească Dimensiuni: 34,5 x 26 cm Material: Ulei pe lemn | Scena surprinde un colț din atelierul pictorului de la București, în care o femeie tânără, așezată cu spatele la privitor, îmbrăcată într-o rochie cu decolteu larg ce lasă să se vadă frumusețea umerilor, lucrează în fața unui șevalet la o alegorie de mari dimensiuni. Se observă preocuparea artistului pentru crearea culorii locale, prin descrierea realistă a mobilierului, a ramelor tablourilor de pe pereți, a draperiilor grele care maschează ușa de acces, a materialității rochiei purtate de personaj, care, de altfel, devine și centrul de atenție al compoziției. | Muzeul de Artă, Craiova | Cimec    |
|      | Noaptea salcâmilor Autor: Țuculescu, Ion                           | Școală: Școală românească contemporană Dimensiuni: 46,5 x 50,3 cm Material: ulei pe pânză | Peisaj citadin nocturn, pictat în contraste puternice de negru, negru-indigo, alb, roșu și contrapunctic galben auriu și mai multe nuanțe de verde. Compoziția este contruită pe o diagonal ce pleacă din colțul stânga jos, spre colțul dreapta sus, prezintă o străduță pe care se află siluetele a trei personaje în roșu, surprinse în mișcare, delimitată în partea stângă de un gard cu uluci pictate în alb și o serie de copaci, iar în partea dreaptă, în negru-indigo, figurată o trăsură cu doi cai. În planul depărtat strada e închisă de siluetele unor căsuțe, figurate pe latura dreaptă spre colț și central, spre latura superioară. Este lucrat în tușe împăstate, suprapuse, într-o cromatică restrânsă, dominată de culorile crude. | Muzeul de Artă, Craiova | Cimec    |
|      | Interior țărănesc Autor: Țuculescu, Ion                            | Școală: Școală românească contemporană Dimensiuni: 55 x 75 cm Material: Ulei pe pânză | În dreapta, pe fondul unui covor oltenesc cu predominante de negru și verde, două ochiuri de fereastră, prin care se vede crângul verde și cerul albastru. La mijlocul pânzei un interior de cameră țărănească cu un pat cu tăblii, cuvertură roșie și patru perinuțe la perete. Deasupra, o maramă galbenă și un tablou la mijloc. În colțul din stânga se distinge silueta unei femei aplecată spre vatră. | Muzeul de Artă, Craiova | Cimec    |
|      | Iarna în pădure                                                    | Datare: nedatat (sec. XX) Școală: Școală românească contemporană Dimensiuni: 51,5 x 59,5 cm Material: ulei pe pânză (fără șasiu)                                                                                               | Peisaj de iarnă, aproape nocturn, în mijlocul pădurii, flancat spre latura din dreapta de un copac cu trunchiul viguros. Într-un amplu medalion dispus spre colțul din stânga sus al compoziției apar trei figurine stilizate, cu mâinile în șold, iar o diagonală ce pleacă din colțul stânga jos spre colțul dreapta sus pare a marca un drumeag. Întreaga arhitectură a compoziției este construită pe un ansamblu de forme ce sugerează forma frunzei stilizate din arta populară. Lucrat în nuanțe de albastru și verde crud, în tușe ample împăstate, compoziția a fost gândită și executată într-o perspectivă cromatică. | Muzeul de Artă, Craiova | Cimec    |
|      | Un suflet s-a înălțat la cer Autor: Michăilescu, Corneliu          | Datare: 1930 Școală: Școală românească contemporană Dimensiuni: 697 X 470 mm Material: ULEI PE PÂNZĂ | Compoziție metaforică reprezentând un peisaj cu stânci ce sugerează zona mediteraneeană, prin planta figurată spre colțul dreapta sus. Pe stânci, este figurat spre latura dreaptă, la mijloc, un nud de femeie tânără, cu mâinile și picioarele amputate, și capul îndreptat în semn de durere spre umărul stâng; în colțul stânga jos, în prim-plan, o pasăre albă, privită din profil, iar în colțul stânga sus este figurat un înger cu aripi și veșmânt pictate în alb, mișcarea trupului acestuia sugerând ridicarea la cer. Executat în tușe relativ împăstate, în straturi de culoare suprapuse, autorul apelând la perspectiva cromatică. Cele trei elemente figurative ale compoziției sunt simbolice, sugerând explicitarea titlului. Cromatică dominată de nuanțe de verde și ocru. | Muzeul de Artă, Craiova | Cimec    |
|      | Maica Domnului - Patroana marinarilor Autor: Michăilescu, Corneliu | Școală: Școală românească Dimensiuni: 81 x 100 cm Material: ulei pe pânză | Compoziție simbolică ce încearcă să reconstituie parțial atmosfera din vechile icoane, prin modul în care este tratat și figurat peisajul marin. În centrul compoziției, pe apele învolburate ale mării, într-o barcă pescărească, apare imaginea Maicii Domnului ținând pe brațul stâng pe Iisus copil, iar cu brațul drept binecuvântând. Ambele personaje sunt nimbate. În jurul mării, sub forma unui arc de cerc ce pleacă de pe latura inferioară către latura stângă a tabloului este figurat un mal stancos, pe care se află, pe latura dreaptă, sus, un orășel-cetățuie, înconjurat de ziduri, în partea dreaptă, spre latura inferioară, un vas cu pânze și o barcă trase la mal, alături de care, în albastru ultramarin, sunt figurate siluetele a doi marinari îngenunchiați, surprinși într-un gest de rugăciune, iar un al treilea, figurat central spre latura superioară. Lucrat într-o cromatică contrastantă cald-rece, dominată de nuanțe de albastru și verde, ocruri și nuanțe de roșu, tabloul este executat în tușe scurte, juxtapuse, cu umbre colorate. | Muzeul de Artă, Craiova | Cimec    |
|      | Așteptarea Autor: Scheffer, Ary                                    | Datare: 1827 Școală: Școală franceză Dimensiuni: 38,2 x 46 cm Material: Ulei pe pânză | O tânără femeie — îmbrăcată într-o rochie brună și acoperită cu un șal gris — este așezată pe malul unei mări sumbre, la asfințit. Chipul acesteia este întors din profil și privește în depărtare valurile. Mâinile, abandonate pe genunchi, sunt împreunate ca pentru o rugăciune. Un câine, emblema fidelității, și-a urmat stăpâna pe această faleză stâncoasă, unde așteaptă. Figura are un aer de statuie. Tonuri dominante închise: verzui și brunuri, ce accentuează starea de neliniște și asteptare. Desenul e clasic, iar prin expresie este romantic. | Muzeul de Artă, Craiova | Cimec    |
|      | Bărbat cu pocal - Borgraful din Utrecht Autor: De Vois, Ary        | Datare: Sec. XVII;2/2 Școală: Școală olandeză Dimensiuni: 76,5 x 63 cm Material: Ulei pe pânză | Un bărbat, bust, întors spre dreapta, păr lung negru, cu o umbră de mustață, costum de epocă, cu mânecă verde. Este o lucrare frumos realizată, în care se remarcă precizia desenului, siguranța punerii în pagină. Realitatea este transfigurată prin clarobscur, fapt ce denotă o anumită preocupare pentru studiul psihologic. Pocalul pe care-l ține în mâna dreaptă sugerează ideea, des întâlnită în portretele timpului, a participării la un ospăț. | Muzeul de Artă, Craiova | Cimec    |
|      | Christ pe cruce Autor: Mostaert, Gillis; Herreyens, Willem Jakob   | Datare: Sec. XVII;1/4 Școală: Școală flamandă Dimensiuni: 54,5 x 37 cm Material: Ulei pe aramă | Christ răstignit pe cruce. La baza crucii, un craniu și două oase. De o parte și de alta a crucii, în picioare, două personaje. În stânga, la picioarele crucii, Sf. Ion cu o mantie albastră, se lamentează. În dreapta, Maria, drapată în roșu, se tânguie. Deasupra lor, doi îngeri par cuprinși de jale. În fundal, un peisaj întunecat, cu case și oameni. În Catalogul Fundațiunei Aman (1910), lucrarea este menționată ca fiind o „copie după Guido Reni”. N. Borteș (1961) a atribuit lucrarea lui Herreyens W. Jacob, artist remarcabil, ce a fost pictor al regelui Suediei și a executat diferite decorațiuni pentru bisericile Belgiei. Lucrarea poate fi de epocă, după tratarea detaliilor, atitudinea și costumația personajelor. Peisajul este de inspirație italiană. | Muzeul de Artă, Craiova | Cimec    |
|      | Scenă biblică Autor: Bouguereau, Adolphe William                   | Datare: A doua jumătate a sec. XIX Școală: Școala franceză Dimensiuni: 24,5 x 32,5 cm Material: Ulei pe pânză | Isus în peșteră, cu Fecioara și Sf. Ion. La picioarele lor, o femeie cu o coroană de spini și un giulgiu. Personaje fugitiv schițate, în atitudini patetice. Culori închise. Lumina cade din partea stângă, din bolta peșterii pe personajele din primul plan. În planul doi, o lumină pală, gălbuie, învaluie personajele în dramatism. Schiță pentru o compoziție manieristă. Notație cu nerv. Gamă cromatică sobră. Schiță pentru o compoziție finită. | Muzeul de Artă, Craiova | Cimec    |
|      | Oraș cu cetățuie Autor: Canaletto, Bellotto Bernardo, zis Il       | Datare: Sec. XVIII;1/2 Școală: Școală venețiană | O piață largă, înconjurată de clădiri. În dreapta, o clădire înaltă, o statuie cu fața spre piață. În piață, solitare sau în grupuri, diferite personaje în atitudini dinamice: doi soldați ce discută cu însuflețire, o caleașcă, doi călăreți. În ultimul plan, sus, pe un deal, o cetate. Imaginea este o vedere din Napoli, cu certitudine palatul regal al Bourbonilor din perioada Regatului Neapolelui (1730 - 1860), pe deal cu Saint'Elmo. Perspectiva liniară. Tonalități de verde veronese și albastru ceruleum. Edificiile în tonalități de ocruri puternic luminate. Din punct de vedere al viziunii artistice și al facturii, prin strălucirea luminii, claritatea imaginii și varietatea unghiurilor urbane, abordate, tabloul se apropie foarte mult de particularitățile caracteristice școlii venețiene de sec. XVIII. | Muzeul de Artă, Craiova | Cimec    |
|      | Husar Imperial                                                     | Datare: 1877 Școală: Școală franceză Dimensiuni: 32,5 x 21,5 cm Material: Ulei pe lemn | Un tânăr îmbrăcat în uniformă de husar își aprinde pipa. În planul doi, stânga, o femeie, un alt husar și un copil coboară pe un drum. Peisaj sărac în vegetație, brunuri blânde, pastelate. Viziune tridimensională. | Muzeul de Artă, Craiova | Cimec    |
|      | Peisaj cu figuri Autor: Both, Andries Dirksz                       | Datare: Sex. XVII;2/2 Școală: Școală flamandă, Bruxelles, Van Herssen Alexander Dimensiuni: 68 x 92 cm Material: Ulei pe pânză; grund original roșu - englez; pânză caracteristică, prin finețea fibrei din urzeală și băteală | Într-un peisaj stâncos, mai multe personaje. În prim plan, pe un drum, un bărbat și o femeie. Vite în partea dreaptă. Teren accidentat, vegetație. În fundal, alte personaje, un câine, un lac. În dreapta, pe o culme, un castel. În fundal se mai intrevede cerul, furtunos, neliniștit, cu păsări. Peisaj bucolic, cu farmec și vegetație opulentă ce seamănă, prin solul accidentat, deschiderea spre orizont în partea stângă, fundal, vibrația norilor, cu lucrările lui Both. Colorit delicat, de o factură elegantă și sobră în stil, îndreptățesc această afirmație, dar trebuie avut în vedere că frații Jan și Andries lucrau de obicei împreună: vârstnicul picta regiuni montane, mezinul anima aceste maiestoase soletudini cu personaje, îngrijit lucrate. Dar semnătura nu este autografă. Semnată pe latura inferioară dreaptă, cu negru (cu o culoare străină de cea a picturii): „A. Both. 1648”. | Muzeul de Artă, Craiova | Cimec    |
|      | Servitorul lui Avraam întâlnește pe Rebecca la fântână             | Datare: Sec. XVII Școală: Școală italiană Dimensiuni: 160 x 128 cm Material: Ulei pe pânză | La dreapta, îngenuncheat, un bărbat tânăr, cu corpul pe jumătate gol, profil stânga, bea dintr-un vas de aramă, cu toartă, pe care i-l întinde o tânără, într-un costum bogat, cu falduri. Femeia ține mâna stângă la piept. În spatele ei, tinere fete, însoțitoare. În spatele lui, doi bărbați și capete de cămilă. Cromatică bogată, cu respectarea frumoasă a detaliilor anatomice și vestimentare. Personajele sunt bine individualizate, compoziția este frumoasă, într-o viziune barocă. Tabloul are suportul, preparația și stratul pictural de vechimea corespunzătoare unei opere italiene de sec. XVII. Este o lucrare interesantă și frumos realizată, cu personaje de o vitalitate pronunțată. Virtuozitate în pensulație și colorit. Încercare de a crea portrete psihologice. | Muzeul de Artă, Craiova | Cimec    |
|      | Loth și fiicele sale                                               | Datare: Sec. XVI - circa 1559 Școală: Școala din Anvers Dimensiuni: 30 x 42 cm Material: Ulei pe lemn de stejar | În centrul tabloului, o femeie cu pieptul descoperit, drapată în roșu, cu un pahar de vin ridicat, stă așezată în fața unui bărbat viguros, dar bătrân, cu barbă și părul alb, care ține o mână pe umărul ei gol, iar cealaltă pe mâna femeii. În stânga, o alta femeie, cu privirea gânditoare, își sprijină cotul de o masă. Lucrarea este frumos realizată cromatic, atât sub raportul efectelor de lumină și umbră, cât și al carnației. Caracterul și ordonarea cutelor mantiei celor trei personaje, rezolvarea detaliilor peisajului, pensulației ușoară, sunt elemente concludente. | Muzeul de Artă, Craiova | Cimec    |
|      | Sărutul Autor: Brâncuși, Constantin                                | Datare: 1907 Dimensiuni: 24 kg Material: piatră de Marna; taille directe | Semnat pe bază Brâncuși (1907). Bloc paralelipipedic, ca un mic totem, tăiat într-o maniera în aparența primitivă, reprezentând doi tineri îmbrațișați: femeia ține mâinile deasupra umerilor barbatului, cu palmele încrucișate pe ceafa acestuia; bărbatul cuprinde femeia pe după umeri. Este primă versiune în piatră a temei care va deveni, pentru Brâncuși, o carte de vizită, pe care nu va înceta să o reinventeze în cursul celor cinci decenii de carieră, și care are ca sursă de inspirație structuri autohtone ce îi permit autonomia artistică. Lucrarea este executată în „taille directe”, cu urmele ciopliturilor accentuate, restul suprafețelor sunt cizelate. Tăietura directă în piatra îți dă sentimentul imediatității, iar masa acestui bloc de piatră, stilizat elementar, reflectă încarcatura emoțională pe care o au sculpturile simbolistice. Tema a rămas și ea simbolistă, cu cei doi amanți îmbrațișați, reprezentați în nenumărate opere încărcate de erotism, de la A. Rodin și Edvard Munch, la Gustave Moreau. Sculptura este considerată prima sculptură modernă a secolului al XX-lea, cu o tratare arhaizantă a formelor și deschizătoarea marilor cicluri brâncușiene. | Muzeul de Artă, Craiova | Cimec    |
|      | Vitellius Autor: Brâncuși, Constantin                              | Datare: 1898 Dimensiuni: 15 k Material: gips | Semnat și datat lateral dreapta jos „Brâncuși (1907)”. Lucrarea prezintă un bust antic cunoscut sub numele de Vitellius, bărbat matur, cu fața rotundă și gât gros, cu capul ușor întors spre umărul stâng. Are părul tuns scurt, ușor ondulat, pieptănat spre spate. Poartă o togă prinsă în falduri, cu fibrele rotunde. Inscripția de pe plintă are majuscula S inversată, un accident care se repetă și în 1913, în semnătura unei versiuni a „Domnișoarei Pogany”. Pentru acest „antic bust”, Brâncuși a primit o „Mențiune onorifica”, lucrarea fiind executată în primele saptamâni ale frecventării școlii Naționale de Arte Frumoase din București, după un mulaj aflat în sala de curs. Dar nu este o simplă copie după un mulaj clasic, ci un adevarat portret psihologic. | Muzeul de Artă, Craiova | Cimec    |
|      | Orgoliu Autor: Brâncuși, Constantin                                | Datare: [1876 - 1957] Dimensiuni: 7 kg Material: bronz | Semnată și datată spate jos „C. Brâncuși”, lateral stânga „A.A. Hebrard Dos cire perdue”. Lucrarea este una dintre piesele de debut cu care Brâncuși s-a prezentat la Salonul de Toamnă parizian din 1906, Salon prezidat de Rodin, și în al cărui juriu se mai aflau, între alții, Bourdelle și Maillol. Opera reprezentată, așa cum rezultă dintr-o notiță pe care artistul a făcut-o pe dosul unei fotografii, este ultima faza a unui „Cap de expresie”. Sculptura, un „cap de expresie”, prezintă o tânara surprinsă în momentul „refuzului unui sărut impus”, (S. Geist). Figura este lucrată în planuri largi, în suprafețe îndelung finisate, cu treceri ușoare de la lumină la umbră. Întreaga figură exprimă demnitate, fermitate și orgoliu. | Muzeul de Artă, Craiova | Cimec    |
|      | Cap de copil (Cap de băiat) Autor: Brâncuși, Constantin            | Datare: [1906] Material: bronz patinat | Semnat pe spate jos: „C. Brâncuși, 1898”. Lucrarea reprezintă un cap de copil cu buze ușor întredeschise, într-o maximă concentrare, aplecat ușor spre umărul drept. Modelul e viguros și plin de energie, ceea ce face ca lumina și umbra să alterneze fericit în plinuri și goluri. Spre deosebire de exemplarul de la Muzeul Național de Artă din București, din bronz turnat la Valsuani, care i-a dat o patină verde, acesta are reflexe aurii ce-i conferă o caldă luminozitate. | Muzeul de Artă, Craiova | Cimec    |
|      | Coapsa (Fragment de tors) Autor: Brâncuși, Constantin              | Datare: 1909 Material: marmură albă | | Muzeul de Artă, Craiova | Cimec    |

## Fond
| Foto | Informații generale                                                   | Detalii tehnice | Descriere | Deținător               | Legături |
| ---- | --------------------------------------------------------------------- | --- | --- | ----------------------- | -------- |
|      | Mihail Sorbul Autor: Baba, Corneliu                                   | Datare: 1946 Școală: Școală românească modernă Dimensiuni: 75,5 x 72,3 cm Material: ulei pe pânză                                    | Poretul scriitorului Mihail Sorbul e o elalare spectaculoasă de atitudine, e o prezență care impune, eleganță cu o expresie sigură ce privește detașat. Are un surâs metafizic, impenetrabil, indiferent. Portret compozițional văzut din semiprolil, e un bărbat malur, vânjos, ține capul ușor răsucit spre partea stângă, într-un gest solemn. În intensitetea fondului negru, umbră naturală artistul are excepționala intuiție de a găsi punctul de forță în portretul sever, în care găsește esențialul. Portretul e pictat în tehnica cuțitului de paletă, cu tușe scurte, sigure, dezarticulate și animat cu o uimitoare iluzie de carnație. Nas acvilin, ochi atbaștri, părul bogat pieptănat pe spate, în zona urechii desenul e scrijelit ușor cu lama cuțitului. Portret monumental, redat din tușe curajoase ce urmăresc anatomic forma mușchilor faciali. Haina sienă arsă, picturală, are inflexiuni de umbră naturală, fomează o arhitectură ca un soclu al figurii. Poartă la gât un fular albastru ultramarin înnodat, ce dă un aer ușor rebel personajului pictat. Atitudine semeață, elegantă, expresie sigură. Pânza prezintă denivelări, deformări, în zona frunții are câteva cracluri. Semnat, datat dreapta jos. | Muzeul de Artă, Craiova | Cimec    |
|      | Portret Maria Calleya Autor: Baba, Corneliu                           | Datare: 1982 Școală: Școală românească modernă Dimensiuni: 82 x 61 cm Material: ulei pe pânză                                        | Portret compozițional reprezentând silueta fragilă și melancolică a unei femei, îmbrăcată cu o rochie sienă arsă, austeră, largă, căzută ușor pe umeri, purtând un șal negru în jurul brațelor. Femeia e reprezentată cu gâtul și umerii descoperiți, gropița sternală și clavicula sunt proeminente și fac un puternic contrast cu rochia închisă la culoare, părul și fundalul sienă arsă. Are capul ușor răsucit spre stânga într-un gest de abandon, ovalul feței rotund, buzele strânse într-o grimasă, ochii mari, verzi, gâtul are o linie sinuoasă ce intră în armonie cu mișcarea mâinilor. Femeia ține mâinile încrucișate, iar în mâna stângă are un bilet. Poartă o rochie cu decolteu adânc, mâneci ample, este o imagine a modernității și excelenței feminine la începutul secolului XX. E portretul sopranei Maria Calleya, artista are o atitudine maiestuoasă capul ușor răsucit spre stânga într-un gest de abandon, într-o stare de melancolie pe care o degajă întreaga compoziție. Are ovalul feței rotund, portretul e realizat din tușe alerte, sigure, mai intens colorat în tonuri de galben citron și orange decât gâtul, umerii și mâinile. Chipul e romantic, are trăsături clasicizante e ușor îmbujorată. Părul castaniu închis, bogat, tuns la nivelul umerilor, după moda timpului. Are mâinile deosebit de expresive, le investește cu valențele realizării unui portret dar cu o aparentă ușurătate conferită de poziția relaxată a acestora .Femeia e o prezența fluidă, grațioasă, hiper-sensibilă. E un portret romantic ce degajă mult farmec. Femeia are o anume pasivitate decorativă și o atitudine elegantă. Pânza inițial a avut dimensiuni mai mari se vede culoarea din fond ce continuă pe zona în care e prinsă pe șasiu. A fost decupată și reîntinsă pe un alt șasiu. | Muzeul de Artă, Craiova | Cimec    |
|      | Autoportret Autor: Baba, Corneliu                                     | Datare: 1986 Școală: Școală românească modernă Dimensiuni: 111 x 82 cm Material: ulei pe pânză                                       | Autoportret al artistului la vârsta senectuții, descris cu o vădită preocupare expresionistă cu o paletă redusă numai la brunuri și sienă arsă. Un document artistic și uman asupra lui însuși, ce ne redă amprenta sa personală. Artistul apare ca un personaj misterios, luminat din interior. Portretul e pictat cu excesivă introspecție psihologică, pulsează himeric, fiind surprins parcă în timp ce se materializează într-o formă. Imaginea odată închegată ni se dezvăluie într-un fond întunecat, clar-obscur cu lumină direcționată ca în regia picturii baroce. Artistul e reprezentat în picioare, în timp ce pictează, cu pensula și cârpa cu care realiza efectele de ecleraj. E o lucrare document ce deconspiră tehnica pe care o folosea, froti-ul. Are o poziție pasivă dar febrilitatea privirii dezvăluie tensiunea specifică actului creator. E o prezență care impune, chipul pictat ușor halucinant, decrepit, afișează o atitudine amară, zâmbește sarcastic. Ochiul stâng e reprezentat supradimensionat ca la o mască, chipul e împărțit tranșant între partea unde cade lumina și zona de clar-obscur unde portretul împrumută atributele măștii, și toată simbologia exprimată de dualitatea măștii. Artistul ne-a lăsat o uriașă galerie de portrete în care a redat lucid fără a idealiza cu nimic personalitatea celor pe care i-a pictat, și pe sine însuși se reprezintă la fel de realist, chiar acid, fără a cosmetiza cu nimic și redând întocmai o realitate frustră. E un portret influențat de barocul spaniol, de personajele lui Francisco Goya. E pictat cu dezinvoltură, expeditiv cu tușe largi, curajoase concentrează trăsăturile esențiale ale modelului în tușele libere fără materie picturală. Jumătate din portret e luminat puternic, zona umbrită e realizată magistral în tehnica eclerajului în care artistul a excelat. Haina e în acord cromatic cu fundalul sienă arsă. Mâinile sunt puternic luminate cu orange și galben citron. Cromatica sienă arsă ce derivă din haină se răspândește și în fundalul frământat, parcă șters cu gesturile apăsate ale pensulei și cârpei pe care le-a și reprezentat în tablou. Lucrarea e reprezentativă prin raportul dintre sobrietatea culorilor și libertatea gestului descatușat. Semnătura artistului apare și pe verso. | Muzeul de Artă, Craiova | Cimec    |
|      | Repetiție pentru Tempeste Autor: Drăguțescu, Eugen                    | Datare: 19. X. 1942 Dimensiuni: 40,6 x 32,5 cm Material: tempera și creioane colorate pe hârtie                                      | Compoziție cu persoanje costumate. În partea inferioară a lucrării, plasate central se disting patru personaje costumate în clovni în culori de verde, roșu, galben, albastru și cu negru se distinge silueta unui copil. Persoanjul central este prezentat cu spatele îmbracat într-un costum verde cu urechi alungite în tente de verde și galben. În partea stângă a compoziției se observă o scară și se disting siluetele ebosate ale mai multor persoanje. În partea superioară a lucrării se disting niște ornamente tipice pentru un bal, realizate în nuanțe de roșu, iar în plan secund este sugerat cerul într-un albastru de cobalt. | Muzeul de Artă, Craiova | Cimec    |
|      | Concert la Atena Autor: Drăguțescu, Eugen                             | Datare: 24 a (1)945 Dimensiuni: 28,5 X 35 cm Material: tuș pe hartie                                                                 | Compoziție cu personaje în interior prezentând o imagine din timpul repetiției pentru un concert simfonic. Personajul principal este dirijorul care este prezentat cu spatele, central ușor în partea stângă a compoziției. Orchestra este schițată într-un registru orizontal, tot la partea centrală a compoziției. Lucrarea este schițată într-o linie foarte energică pe alocuri având accente realizate în laviuri toate în tonuri de tuș sepia. | Muzeul de Artă, Craiova | Cimec    |
|      | Fetița în rochie galbenă Autor: Drăguțescu, Eugen                     | Dimensiuni: 21,3 x 15,7 cm Material: pastel și creioane colorate                                                                     | Compoziție cu trei persoanje într-un spațiu urban. Personajul principal poziționat central este o fetiță prezentată în picioare cu părul brunet, relativ scurt îmbrăcată într-o rochie galbenă. Celelate două persoanje sunt poziționate în partea dreaptă a compoziției, unul mai în vârstă prezentat șezând având pe cap o pălărie cu borul înalt îmbrăcat într-o haină lungă în tonuri de roșu vermilion. Cel de- al treilea personaj, foarte rapid schițat prezentat într-o haină scurtă în tonuri de violet. Personajele sunt foarte schematic conturate în penița cu tuș. În plan secund, în fundal, este sugerat un colț de stradă cu o serie de clădiri tipic citadine în tonuri de ocru, albastru violet și cu ușoare accente de negru. | Muzeul de Artă, Craiova | Cimec    |
|      | Muntele albastru Autor: Drăguțescu Eugen                              | Școală: Școală Românească Dimensiuni: 22 x 15,6 cm Material: pastel și tuș negru                                                     | Peisaj montan conturat foarte fin în peniță cu tuș, iar pe suprafețele mari este lucrat într-o manieră liberă în pastel, în tonuri de albastru ultramarin, verde veronese, verde smarald și cu ușoare accente de roșu englez. În prim plan, în partea stânga jos a compoziției, este sugerat un stâlp de gard de zidărie cu un gard simplu de fier forjat, iar în partea dreaptă, central sunt sugerate câteva construcții, cea mai mare parte a compoziției fiind dedicată muntelui cu dominata de albastru ultramarin. | Muzeul de Artă, Craiova | Cimec    |
|      | Statuie în parc Autor: Drăguțescu, Eugen                              | Datare: aprilie 1941 Școală: Școală Românească Dimensiuni: 28,5 X 24,5 cm Material: tuș cu pastel                                    | Compoziție cu mai multe personaje în exterior având ca personaj central o statuie prezentată în genunchi având mâna stângă la piept ușor aplecată în față cu privirea în sus. Tot central, dar în partea dreaptă a compoziției, în plan secund sunt sugerate două personaje, unul masculin și unul feminin plimbându-se pe o alee prin parc. Fundalul este foarte energic figurat cu o serie întreagă de intervenții grafice în peniță și cu ușoare accente de pastel. Personajul principal prezintă și el intervenții în pastel în tonuri de albastru ultramarin. | Muzeul de Artă, Craiova | Cimec    |
|      | Statuie în parcul Pincio Autor: Drăguțescu, Eugen                     | Datare: nedat Școală: Școală Românească Dimensiuni: 21,2 X 25, 8 cm Material: tuș cu pastel                                          | Compoziție cu personaje în exterior, prezentând central o statuie din Pincio, surprinsă în genunchi, având mâna stângă la piept, ușor aplecată de spate și cu privirea ușor îndreptată în sus. Tot central, dar în partea stângă a compoziției sunt foarte fin sugerate o serie de personaje ce se plimbă prin parc. În plan îndepărtat este sugerată o vegetație deasă cu arbori, tratată foarte energic în pastel colorat în tonuri de alabstru cobalt, verde veronese și siena, cu ușoare accente și contururi în penița cu tuș. | Muzeul de Artă, Craiova | Cimec    |
|      | Pe plajă Autor: Drăguțescu, Eugen                                     | Datare: 25 iulie (1)936 Dimensiuni: 30 X 40 cm Material: acuarelă                                                                    | Compoziție cu un personaj, prezentat orizontal, stând întins pe plajă picior peste picior, citind o carte. Personajul este ușor conturat în penița cu tuș cu intervenții de acuarelă în tonuri de ocru și siena pentru a sugera volumul. La partea superioară este sugerată marea tratată foarte simplu în doar câteva tușe largi de albastru prusia. | Muzeul de Artă, Craiova | Cimec    |
|      | Ionică Autor: Drăguțescu, Eugen                                       | Datare: 24. VIII. (1)936 Școală: Școală Românească Dimensiuni: 33 X 25 cm Material: acuarelă                                         | Compoziție cu un personaj (copil) poziționat central, cu spatele. Gama cromatică relativ restrânsă cu tonuri de ocru, verde, verde veronese, albastru cobalt și griuri neutre. Personajul este foarte fin conturat cu tuș în peniță. | Muzeul de Artă, Craiova | Cimec    |
|      | Studiu Autor: Drăguțescu, Eugen                                       | Datare: nedatat Școală: Școală Românească Dimensiuni: 65 X 50 cm Material: acuarelă                                                  | Compoziție cu personaj feminin în interior prezentată seminud, stând pe un fotoliu sprijinindu-se ușor în mâna stângă. Personajul este tratat foarte liber în tonuri de roșu vermilon, roșu engrez, galben crom și albastru cobalt și ultramarin cu mici accente de contur în zona fustei, în zona gâtului și a ochilor. În fundal, în partea stângă, la partea superioară este sugerat un gheridon având rolul de a echilibra compoziția. | Muzeul de Artă, Craiova | Cimec    |
|      | Compoziție Autor: Drăguțescu, Eugen                                   | Datare: 14.7.(1)941 E. Drăguțescu Școală: Școală Românească Dimensiuni: 22 X 28 cm Material: tuș cu pastel                           | Compoziție cu mai multe personaje prezentate stând la o terasă în fața unui mic teatru de vară. În prim plan sunt sugerate mai multe personaje, unele stând în picioare, altele prezentate șezând, foarte schematic conturate în tuș cu intervenții ulterioare de pastel. În plan secund aproape central ușor în partea stângă este sugerată o mică scenă și un personaj feminin prezentat în picioare, iar în partea dreaptă o ușă cu vitraliu arcuit la partea superioară. | Muzeul de Artă, Craiova | Cimec    |
|      | Flori de cais Autor: Țuculescu, Ion                                   | Datare: 1924 Școală: Școală românească Dimensiuni: 71 x 55 cm Material: ulei pe carton                                               | Pe un fond întunecat, un vas de ceramică smălțuită în care sunt câteva crenguțe de flori de cais. Lângă vas, o floare de cais și o petală căzută. Formele sunt delimitate precis și clar pe fundalul brun închis. Tușa este largă, pasta densă, cu ușoare proeminențe. Semnat și datat dreapta jos, cu roșu: I. Țuculescu, 1924. | Muzeul de Artă, Craiova | Cimec    |
|      | Portretul dr. Papinian Autor: Țuculescu, Ion                          | Datare: nedatat (sec. XX) Școală: Școală românească Dimensiuni: 80 x 56,5 cm Material: ulei pe pânză                                 | Portret de barbat, în vârstă, reprezentat de la brâu în sus, semiprofil spre dreapta, cu capul ușor înclinat în sus, cu brațele ușor flexate, probabil sprijinite pe genunchi. Bărbatul este gros îmbrăcat, purtând o haină în nuanțe de verde, cu guler de blană tratat în nuanțe de brun și ocru-auriu, cu un fular scurt tratat în galben auriu, pe cap purtând o căciulă de blană. Portretul este proiectat pe un fundal tratat în tușe împăstate, în tonuri de albastru-ultramarin. Lumina dispusă pe subiect. Semnat dreapta jos, cu galben: I. Țuculescu. | Muzeul de Artă, Craiova | Cimec    |
|      | Natură statică Autor: Țuculescu, Ion                                  | Datare: nedatat (sec. XX) Școală: Școală românească Dimensiuni: 54 x 46 cm Material: ulei pe pânză lipită pe carton                  | Pe un fundal în nuanțe de ocru sunt figurate elemente decorative oltenești tratate în tonuri de verde china, verde-veronese, cu accente de alb și roșu-vermillion, în prim plan o suprafață ovală, sugerând o masă, tratată în nuanțe de roșu-vermillion sunt așezate în partea dreaptă două ulcioare, cel din stâga tratat în nuanțe de ocru cu tente de brun, cel din dreapta fiind înclinat spre stânga și tratat în nuanțe de verde china, cu ușoare accente de verde-smaragd iar la bază în tonuri de ocru cu accente de galben-auriu și roșu-vermillion. Întreaga suprafață este lucrată cu tușe "libere", dinamice, relativ împăstate. Semnat dreapta jos, cu negru, în triunghi: Țuc. | Muzeul de Artă, Craiova | Cimec    |
|      | Vânătorul Autor: Țuculescu, Ion                                       | Datare: nedatat (sec. XX) Școală: Școală românească Dimensiuni: 45 x 54 cm Material: ulei pe pânză                                   | Compoziție care imită structura unui covor oltenesc printr-o bordură roșie care înconjoară suprafața și este delimitată de un brâu în linie frântă pictat în griuri neutre. Centrul ariei picturale este dominat de nuanțe de negru și verde sugerând interiorul unei păduri cu siluete de copaci dispuse pe toate direcțiile. La partea inferioară a compoziției este figurat un portret de bărbat sub formă de mască și o armă. Întreaga arie picturală este tratată în tușe scurte suprapuse. Lumina este dispusă frontal pe întreaga compoziție. Semnat stânga jos, cu negru: Țuc. | Muzeul de Artă, Craiova | Cimec    |
|      | Mască africană Autor: Țuculescu, Ion                                  | Datare: nedatat (sec. XX) Școală: Școală românească Dimensiuni: 61 x 52 cm Material: ulei pe pânză                                   | Pe un fond în nuanțe de roșu vermillion și roșu permanent, este pictată o mască africană, ușor înclinată spre dreapta. Chipul este înfricoșător, cu ochii mari ieșiți din orbite, purtând pe cap trei cobre încolăcite asemenea unui turban. Veșmântul este în nuanțe de verde, așezat la partea inferioară a compoziției. Pasta densă, culori crude, unele direct din tub. Tușe scurte, împăstate în straturi suprapuse. Compoziție frontală. Semnat dreapta jos, cu negru: I. Țuculescu. | Muzeul de Artă, Craiova | Cimec    |
|      | Totem în câmp Autor: Țuculescu, Ion                                   | Datare: nedatat (sec. XX) Școală: Școală românească Dimensiuni: 61 x 51 cm Material: ulei pe pânză                                   | Pe un fond verde cu galben citron, sugerând un câmp înverzit, aparent în mai multe planuri subliniate prin brâuri subțiri de culoare albastră, se află un ulcior pictat în nuanțe de roșu. Din ulcior cresc, spre partea superioară a compoziției, mai multe totemuri cu perechi de ochi suprapuse. Ulciorul și totemurile poartă ca însemne tușe ce sugerează frunze. La partea superioară un cer în galben citron și galben auriu pe care este sugerat motivul florii-soarelui cu forma geometrică preluată din covoarele oltenești. Lumina dispusă frontal pe întreaga arie picturală. Tușe scurte, împăstate dispuse în straturi suprapuse. Semnat dreapta jos, cu negru, în triunghi: Țuc. | Muzeul de Artă, Craiova | Cimec    |
|      | 30 Decembrie Autor: Țuculescu, Ion                                    | Datare: (19)52 Școală: Școală românească Dimensiuni: 46 x 64 cm Material: ulei pe carton                                             | Peisaj de iarnă cu zăpadă abundentă, la margine de oraș judecând după căsuțele modeste care au arborat în față două steaguri tricolore și unul roșu. În partea dreaptă a compoziției o trăsură trasă de un cal, pictată în negru. Perspectivă liniară, având în prim-plan sugerat nămeții de zăpadă, iar la partea superioară un cer tern în albastru cenușiu. Contururi puternice subliniate cu tușe de negru. Lucrat în pastă densă, în tușe scurte. Lumina frontală, distribuită în mod egal pe întreaga arie picturală. Semnat dreapta jos, cu negru: I. Țuculescu 52. | Muzeul de Artă, Craiova | Cimec    |
|      | Frunze de zăpadă Autor: Țuculescu, Ion                                | Datare: nedatat (sec. XX) Școală: Școală românească Dimensiuni: 46,5 x 54,5 cm Material: ulei pe pânză                               | Compoziție reprezentativă pentru perioada folclorică a artistului, motivul principal fiind cele două figurine (păpuși) cu siluetă umană, așezate în mijlocul unei păduri troienite. În partea dreaptă a compoziției un copac tânăr, a cărui coroană sugerată cu arcaturi în negru se proiectează pe un fundal tratat în nuanțe de violet deschis. Figurina situată central spre dreapta executată în roșu englez și chipul în tușe de orange, are proiectată umbra în prim plan către privitor, în timp ce cea de a doua figurină așezată lateral stânga este cu spatele și poartă pe spate motivul florii soarelui. Același motiv al florii-soarelui îl întâlnim în partea dreapta inferioară executată în nuanțe de gri neutru deschis. Întreaga suprafață este dominată cromatic de nuanțe de griuri și alb cu accente de negru, brun și ocru. Semnat stânga jos, cu negru, în triunghi: Țuc. | Muzeul de Artă, Craiova | Cimec    |
|      | Mânăstirea Daphne Autor: Țuculescu, Ion                               | Datare: (19)37 Școală: Școală românească Dimensiuni: 46 x 55 cm Material: ulei pe pânză                                              | Peisaj abordat în manieră tradițională, execuția fiind extrem de dinamică, amintind de tipul de execuție a picturii expresioniste. Genul acesta de pictură provine dintr-o emoție puternică care este dată în primul rând de lumina de timp mediteranean și de acuratețea atmosferei care lasă să se vadă detaliile de arhitectură. Prim-planul este dominat de tușe ample, împăstate, dispuse aproape dezordonat, după care compoziția începe să se ordoneze în jurul câtorva motive: un copac cu siluetă verticală în stânga compoziției, cupolă bizantină de biserică și alte câteva clădiri în plan depărtat. Linia orizontului este închisă de dealuri domoale cu vegetație amplă, de unde și culorile care domină compoziția în nuanțe de verde. Perspectivă liniară și cromatică. Semnat stânga jos, cu albastru: I. Țuculescu 37. | Muzeul de Artă, Craiova | Cimec    |
|      | Moscheie Autor: Țuculescu, Ion                                        | Datare: nedatat (sec. XX) Școală: Școală românească Dimensiuni: 50,5 x 71 cm Material: ulei pe carton                                | În centrul compoziției se ridică verticala dominantă a unui minaret de moscheie sugerând jocul de lumină-umbră, la fel ca și copacul din dreapta pictat în două jumătăți închis-deschis. Prim-planul este ocupat de un registru orizontal sugerând un câmp în nuanțe de verde, având în dreapta o siluetă totemică de om tratată în roșu permanent, cu umbra sa dispusă pe diagonală, în brun- roșcat și închizând colțul dreapta al compoziției. Suprafața cerului dispusă la partea superioară a compoziției este lucrată în griuri de albastru și griuri de verde cu motivul florii soarelui. Perspectivă liniară și cromatică. Semnat dreapta jos, cu negru, în triunghi: Țuc. | Muzeul de Artă, Craiova | Cimec    |
|      | Peisaj din insula Paros Autor: Țuculescu, Ion                         | Datare: (19)37 Școală: Școală românească Dimensiuni: 46,2 x 55 cm Material: ulei pe pânză                                            | Golf marin din zona Mediteranei, compoziție ce se defășoară sub formă de arc de cerc plecând din colțul dreapta jos către latura dreapta superioară. Pe acest traseu sunt pictate siluetele mai multor bărci trase la mal, ale unor clădiri cu fațade albe, una orange pe latura stângă, și siluetele a trei mori de vânt în planul depărtat. Zona mediană a fost rezervată golfului, apa mării fiind sugerată de nuanțe de albastru ultramarin în contrast cu clădirea orange dispusă în simetrie verticală. Cromatica este dominată de nuanțe de albastru și verde cu accente de orange, roșu și brun-roșcat. Semnat stânga jos, cu albastru: I. Țuculescu 37. | Muzeul de Artă, Craiova | Cimec    |
|      | Priviri Autor: Țuculescu, Ion                                         | Datare: nedatat (sec. XX) Școală: Școală românească Dimensiuni: 61 x 51,5 cm Material: ulei pe pânză                                 | Compoziție totemică din ultima perioadă de creație a artistului. Ea este dominată de semnele specifice gramaticii sale din această perioadă: ochiul - frunză, virgula, floarea și chiar totemul mult sintetizat. Lucrarea este susținută cromatic în tonuri dominante de galben și roșu cu accente de verde, orange și brun. Semnat dreapta jos, cu negru, în triunghi: Țuc. | Muzeul de Artă, Craiova | Cimec    |
|      | Nivele Autor: Țuculescu, Ion                                          | Datare: nedatat (sec. XX) Școală: Școală românească Dimensiuni: 52,5 x 62 cm Material: ulei pe pânză                                 | Pânza în întregime este acoperită cu motive specifice ultimei perioade de creație a artistului - troițe suprapuse, ochi, virgulițe - toate acestea dispuse pe verticală. Lucrarea este realizată într-o cromatică rece, predominând verdele și albastrul, exceptând colțul din dreapta, jos, unde sunt câteva nuanțe de brun roșcat. Semnat dreapta jos, cu negru, în triunghi: Țuc. | Muzeul de Artă, Craiova | Cimec    |
|      | Portretul Profesorului Eugen Ciolac Autor: Țuculescu, Ion             | Datare: nedatat (sec. XX) Școală: Școală românească Dimensiuni: 64,5 x 50 cm Material: ulei pe carton                                | Portret de bărbat, reprezentat bust, din profil spre dreapta, cu părul și mustața grizonate, îmbrăcat într-un sacou de culoare ocru spre brun, cu cămașă albă și cravată gri. Portretul, cu lumină din stânga-spate, tratat în tușe ordonate pe formă, este așezat pe un fundal aproape negru. Cromatica este dominată de ocru, siene și brunuri, cu ușoare tente de albastru și verde în zona părului. Nesemnat. | Muzeul de Artă, Craiova | Cimec    |
|      | Peisaj la Mangalia Autor: Țuculescu, Ion                              | Datare: nedatat (1938-1945 ?) Școală: Școală românească Dimensiuni: 46 x 55 cm Material: ulei pe pânză                               | Peisaj din perioada de început. Compoziție statică, în planuri orizontale succesive, "rupte" în lateral dreapta de siluetele mari ale unei case și a unui copac. Latura inferioară - un gard de piatră; prim-plan - curte de țară; planurile depărtate - case și șiruri de case; lateral stânga, în planul depărtat - marea. O treime din latura superioară - cerul. Semnat dreapta jos, cu negru: I. Țuculescu. | Muzeul de Artă, Craiova | Cimec    |
|      | Interior țărănesc Autor: Țuculescu, Ion                               | Datare: nedatat (sec. XX) Școală: Școală românească Dimensiuni: 65 x 90 cm Material: ulei pe lemn                                    | Lucrarea reprezintă un interior țărănesc cu o laviță acoperită cu o scoarță bogat ornamentată și în culori vii, pe peretele de lângă ea un covoraș cu motive romboidale. Pe perete în stânga, un ștergar portocaliu. În colțul din stânga, o masă, un ulcior. Lucrarea este realizată în culori vii, cu perspectivă liniară, în tușe largi, pastă densă - pe alocuri aplicată cu cuțitul. Semnat dreapta jos, cu ocru: Țuc. | Muzeul de Artă, Craiova | Cimec    |
|      | Portretul actriței Aura Fotino Autor: Țuculescu, Ion                  | Datare: 1927 Școală: Școală românească Dimensiuni: 68 x 52 cm Material: ulei pe carton                                               | Portret de femeie matură, prezentată bust, din semiprofil spre umărul stâng. Pe fundalul în griuri de verde veronese, se profilează portretul. Femeia e îmbrăcată într-o rochie albastră, larg decoltată peste umeri și cu un tradafir roșu la mijloc. Păr castaniu, cu șuvițe blonde în zonele luminate (dreapta), sprâncene negre. Lumina - din lateral dreapta, sus. Fundalul și părul - tușe largi, împăstate. Rochia - tușe scurte, suprapuse și juxtapuse. Este o lucrare din perioada de început (17 ani), executată sub influența celor învățate de la primul său mentor, Eustațiu Stoenescu. Semnat și datat stânga jos, cu negru: I. Țuculescu 1927. | Muzeul de Artă, Craiova | Cimec    |
|      | Floare de lotus Autor: Michăilescu, Corneliu                          | Datare: 1921 Școală: Școală românească Dimensiuni: 59,9x50,9 cm Material: ulei pe carton                                             | Compoziția se concentreză pe personajul feminin central, probabil zeița hindusă Laksmi, zeitate binefăcătoare. În economia lucrării un rol important îl deține desenul incisiv negru care formează un caroiaj în toată compoziția, din ritmul liniilor drepte și curbe, având un efect decorativ cu accente suprarealiste și art-nouveau dar și cu proiectele de vitralii. Personajul feminin stă pe un păun cu coada desfăcută în evantai cu penaj colorat. Cromatica vie a păunului se extinde în toată compoziția ce e dominată de violet, verde, albastru, orange. Personajul stă în poziție de lotus, poartă bijuterii orientale și are o coafură tip pagodă, ținând în mâini o oglindă și o floare de lotus. În partea de jos a compoziției, stânga-dreapta, sunt două personaje feminine orientale. În partea de sus compoziția e secționată. În partea de jos pe o suprafață de 1 cm cuolarea este ștearsă ca efect al frecării ramei de carton. Cartonul nu este tratat. Semnat cu inițiale, stânga jos cu brun: C M 1921. | Muzeul de Artă, Craiova | Cimec    |
|      | Ruine la Târgoviște Autor: Petrașcu, Gheorghe                         | Datare: 1931 Școală: Școala Românească Dimensiuni: 240 X 300 mm Material: ULEI PE CARTON                                             | O parte a fostei Curți Domnești, cu vestitul turn al Chindiei în stânga și un colț al bisericii către care se îndreaptă un călător. Silueta omului se pierde printre măreția monumentelor ce-l înconjoară. Pasta abundentă, suprapusă, cu reflexe strălucitoare fără să le știrbească din patina vremii. Monumentele par a se contopi prin materialitate și masivitate, cu ocruri strălucitoare, verde profund și roșu stins, folosind contrastul simultan al culorilor. Reprezentativ pentru perioada de apogeu a creației lui Petrașcu, pentru maniera sa de lucru. | Muzeul de Artă, Craiova | Cimec    |
|      | Păstor cu turma Autor: Moucheron, Frederik de                         | Datare: Sfârșitul sec. XVII Școală: Școală olandeză Dimensiuni: 84 x 66 cm Material: Ulei pe pânză                                   | Într-un peisaj cu sol accidentat, în prim plan, două vaci, patru oi și un păstor. În stânga, doi copaci înalți, în fundal liniile unor dealuri, un pod. Personajul și animalele sunt bine grupate și luminate. Opoziția lumină - umbră, vibrația penelului în culori delicate, liniștea ce se degajă din întreaga atmosferă, imaginea ce sugerează măreția naturii și adâncimea spațiului, conferă lucrării o notă în plus de interes. | Muzeul de Artă, Craiova | Cimec    |
|      | Peisaj Autor: Peyrard, Charles                                        | Datare: Sec. XIX;1/2 Școală: Școală franceză Dimensiuni: 25 x 37,5 cm Material: Ulei pe carton                                       | Cotul unui râu cu stuf rar și scurt. În stânga arbori, în fundal verdeață. Tonuri dominante de verde și brunuri. Pe cer câțiva nori ușori. | Muzeul de Artă, Craiova | Cimec    |
|      | Peisaj cu ruine Autor: Noter cel Tânăr, P. François (Pieter Frans de) | Datare: Sfârșitul Sec. XVIII Școală: Școală belgiană Dimensiuni: 45,5 x 38,5 cm Material: Ulei pe lemn (stejar)                      | În prim plan, o apă. | Muzeul de Artă, Craiova | Cimec    |
|      | Interior de capelă Autor: Van Mieris cel Tânăr, Frans                 | Datare: Sec. XVIII;1/2 Școală: Școală olandeză Dimensiuni: 23,5 x 18,3 cm Material: Ulei pe lemn                                     | O sală cu cinci coloane, cu capitaluri compozite, coloane ce susțin bolți în arc frânt. Pardoseala în dale colorate, gri de albastru și galben auriu. În mijloc, un candelabru cu patru lumânări. Șase personaje: două în prim plan, un bărbat în costum de epocă cu ocru și roșu venețian și cadmiu și o femeie în costum albastru cobalt, o femeie cu pălărie, fustă verde veronez și o fetiță; un bărbat, lângă un sarcofag cu gisant. Perspectivă liniară și cromatică. | Muzeul de Artă, Craiova | Cimec    |
|      | Luptă navală                                                          | Datare: Sec. XVII Școală: Școală olandeză Dimensiuni: 17,5 x 34,7 cm Material: Ulei pe aramă                                         | O scenă de luptă pe mare. Corăbii cu pânze. În prim plan, o corabie cu naufragiați. Corăbii scufundate, o corabie în flăcări. Lucrarea dovedește o foarte bună cunoaștere a navelor. Amintește, în buna respectare a anatomiei navelor, în dominantă de griuri ritmate și în orizontul jos, ușor încețoșat de fum, de maniera lui Van de Velde. | Muzeul de Artă, Craiova | Cimec    |
|      | Luptă cu arabii Autor: Bellange, Hippolyte Joseph Louis               | Datare: Prima jumătate a sec. XIX Școală: Școala franceză Dimensiuni: 38 x 46,2 cm Material: Ulei pe pânză                           | Lucrarea evocă un fragment din războiul Franței pentru cucerirea Algeriei. În grupul din prim plan, trei arabi înarmați, două femei și doi copii. Un arab mort cu fața la pământ, în prim plan, dreapta. În fundal, încleștarea luptei, cât și călăreți, sub un cer amenințător. Tensiune dramatică a acțiunii, redarea încleșterii luptei, respectarea psihologiei personajelor. Tonuri dominante de brunuri. | Muzeul de Artă, Craiova | Cimec    |
|      | Interior de catedrală Autor: De Neef, A; Van Vliet, Hendrik Cornelisz | Datare: A doua jumătate a sec. XVI Școală: Școală olandeză Dimensiuni: 80 x 87 cm Material: Ulei pe pânză                            | Într-un interior de catedrală gotică, cu bolți și stâlpi de susținere pe care sunt agățate diferite blazoane, ecusoane de bresle, mai multe personaje, îmbrăcate în costume de epocă. Dintre cele trei personaje dispuse-n primul plan, unul face incizii pe dale. Viziune tridimensională. Monumentalitatea edificiului este redată prin jocul liniilor orizontale și verticale, ca și prin ingenioasa distribuție a luminii ce cade prin ferestrele din stânga. | Muzeul de Artă, Craiova | Cimec    |
|      | Personaje într-un parc Autor: Monticelli, Adolphe                     | Datare: Sex. XIX Școală: Școală franceză Dimensiuni: 26,7 x 35,6 cm Material: Ulei pe lemn                                           | Într-un parc, toamna, bărbați și femei în costume de epocă. În stânga jos, doi câini. Tonuri frumoase, calde. Precursor al impresionismului, folosește culoarea cu multă fantezie și strălucire. Culori transparente, joc de lumină și umbră. Preimpresionism; paletă luminoasă, forme pulverizate. Este o lucrare frumoasă, remarcabilă ca realizare artistică. | Muzeul de Artă, Craiova | Cimec    |
|      | Oraș în flăcări Autor: van Heil, Theodor                              | Școală: Școala bruxeleză Dimensiuni: 16,8 x 22,5 cm Material: Ulei pe placă de aramă                                                 | Un oraș în noapte, cu biserici și turnuri înalte, aprinse de flăcări. Efectele puternice de lumină, flăcări și fum. În stânga, marea cu bărci. În prim plan, două femei și un bătrân ce aleargă călăuziți de înger. Elemente de arhitectură mărețe, în stil gotic. Cromatica vie, puternică prin lumina roșietică a focului, ce pare că amenintă să cuprindă întreg orașul. Personaje într-o dinamică alertă. Viziune tridimensională. Este o lucrare frumoasă, valoroasă. | Muzeul de Artă, Craiova | Cimec    |
|      | Sfânta Cecilia cântând la clavecin                                    | Datare: Sec. XVII Școală: Școală napolitană Dimensiuni: 1112 x 1370 cm Material: Ulei pe pânză de sac, foarte utilizată în sec. XVII | În dreapta, Sf. Cecilia cântă la clavecin. Profil stânga. În jurul clavecinului cântă trei îngeri: unul la o vioară, al doilea la flaut, al treilea din gură. Al patrulea stă și privește, în partea dreaptă a Sfintei Cecilia. Interesantă rezolvarea raporturilor lumină - umbră în redarea portretelor, surprinzător de realiste pentru o astfel de temă, ca și redarea materialității catifelelor strălucitoare. Lucrarea este interesantă pentru relevarea gustului manierist al epocii. | Muzeul de Artă, Craiova | Cimec    |
|      | Despăducherea                                                         | Datare: Sec. XVIII Școală: Școala olandeză Dimensiuni: 24,5 x 35,5 cm Material: Ulei pe lemn                                         | Într-un interior, în prim plan, o femeie cu ochelari, broboadă albă, caută păduchii din capul unui bărbat în bluză galbenă și pantaloni verzi. Alături, un mic butoi și un țăran cu bluză albastră, bea. În spate, o bătrână așezată jos, se caută în sân. Subiectul, expresiile figurilor, aspectul interiorului îndreptățesc încadrarea printre lucrările inspirate de Ostade. Amănuntele din fundal sunt simplificate, accentele de lumină, personajele lipsite de o anumită eleganță a formelor, puțin cam prea scunde și grosolane în hainele lor murdare și peticite. | Muzeul de Artă, Craiova | Cimec    |